# 1981–1982-es spanyol labdarúgó-bajnokság (másodosztály)
A Segunda División 1981-82-es szezonja volt a bajnokság ötvenegyedik kiírása. A bajnokságban 20 csapat vett részt, a győztes a Celta Vigo lett.

## Végeredmény
| Jelmagyarázat: |
| Feljutott      |
| Kiesett        |

| #  | Klub                 | M  | P     | Gy | D  | V  | RG | KG | GK  |
| -- | -------------------- | -- | ----- | -- | -- | -- | -- | -- | --- |
| 1  | Celta Vigo           | 38 | 53+15 | 22 | 9  | 7  | 79 | 40 | +39 |
| 2  | UD Salamanca         | 38 | 51+13 | 23 | 5  | 10 | 70 | 33 | +37 |
| 3  | CD Málaga            | 38 | 50+12 | 20 | 10 | 8  | 70 | 35 | +35 |
| 4  | Elche CF             | 38 | 50+12 | 19 | 12 | 7  | 55 | 31 | +24 |
| 5  | Real Murcia CF       | 38 | 46+8  | 18 | 10 | 10 | 54 | 38 | +16 |
| 6  | RCD Mallorca         | 38 | 42+4  | 15 | 12 | 11 | 55 | 46 | +9  |
| 7  | Rayo Vallecano       | 38 | 41+3  | 16 | 9  | 13 | 45 | 44 | +1  |
| 8  | Castilla CF          | 38 | 40+2  | 13 | 14 | 11 | 48 | 48 | 0   |
| 9  | Burgos2              | 38 | 40+2  | 15 | 10 | 13 | 46 | 41 | +5  |
| 10 | Atlético Madrileño   | 38 | 38    | 12 | 14 | 12 | 44 | 44 | 0   |
| 11 | CE Sabadell FC       | 38 | 38    | 14 | 10 | 14 | 59 | 63 | -4  |
| 12 | Deportivo            | 38 | 37-1  | 13 | 11 | 14 | 40 | 48 | -8  |
| 13 | Córdoba CF           | 38 | 36-2  | 11 | 14 | 13 | 45 | 49 | -4  |
| 14 | Recreativo de Huelva | 38 | 35-3  | 12 | 11 | 15 | 39 | 40 | -1  |
| 15 | Linares CF           | 38 | 34-4  | 10 | 14 | 14 | 42 | 57 | -15 |
| 16 | Real Oviedo CF       | 38 | 31-7  | 9  | 13 | 16 | 34 | 53 | -19 |
| 17 | Deportivo Alavés2    | 38 | 29-9  | 11 | 7  | 20 | 38 | 52 | -14 |
| 18 | AD Almería3          | 38 | 26-81 | 6  | 18 | 14 | 27 | 43 | -16 |
| 19 | Levante UD3          | 38 | 20-18 | 7  | 6  | 25 | 26 | 74 | -48 |
| 20 | Getafe Deportivo3    | 38 | 19-19 | 5  | 9  | 24 | 39 | 76 | -37 |

1 4 pont levonva a Deportivo és a Mallorca elleni mérkőzéseken történt jogosulatlan játékos-szerepeltetés miatt.

2 A Burgos csapatát kizárták, amiért nem fizetett játékosainak. Ezután, bár a Deportivo Alavés  kieső helyen végzett, végül maradhatott a másodosztályban.

3 Az AD Almería, a Levante UD és a Getafe Deportivo csapatait kizárták, amiért nem fizettek játékosaiknak.